# Tomo Skalica
Tomo Skalica (Slavonski Brod, 3. siječnja 1825. – Slavonski Brod, oko 1885.), hrvatski istraživač i putopisac, prvi Hrvat koji je oplovio Zemlju.

## Obitelj
Obitelj Skalica na brodskom području evidentirana je još prvih desetljeća 18. stoljeća, a bili su poznati kao obrtnici (staklari i krojači). Ignjat Alojzije Brlić u svojim zapisima navodi kako su 12. prosinca 1739. pod zapovjedništvom oberkapetana Ivana Udvarhelyja (Jančikovića) brodski graničari pošli u rat protiv Prusa. U mjestu Orljavcu na Orljavi zbila se pobuna pijanih graničara i pobijeni Jančiković i kapetani Jozo i Jakob Paša pokopani su u požeškom samostanu. Preživjeli Skalica te vojvode Muravić, Marjanović, Agotić i Karauzović s vojničkim kapelanom fra Rankom spasili su se bijegom. Tomin djed Andrija spominje se 1776. kao senator posljednje gradske uprave prije ukidanja Broda kao slobodnog vojnog komuniteta. Andrija Skalica krojač spominje se i 1784. na popisu vlasnika kuća u Brodu koje zbog blizine utvrde moraju biti porušene i na trošak erara preseljene na pašnjak Balatin. Skaličina kuća procijenjena je na 120 forinti što je u to doba bila iznadprosječna cijena, a nalazila se unutar bloka između Savske i Srednje (sada Starčevićeve) ulice, sasvim blizu današnjih ostataka Preradovićeve. Tomini roditelji bili su Tomo Skalica i Marija rođena Križanović. Otac je bio imućan, jer su uz imetak u gradu Skalice posjedovali i veliki vinograd u Brodskom brdu s prostranom vinogradarskom kućom. 1820. u novom gradskom magistratu otac je bio izabran za vanjskog vijećnika, čime je nastavljena obiteljska tradicija sudjelovanja Skalica u upravljanju gradom. Umro je od izljeva krvi u mozak, apopleksije, dana 3. veljače 1856. u 69. godini života. Sin Stjepan (brat putopisca) pedesetak godina kasnije postat će gradski senator. Putopiščev brat Stjepan umro je 12. ožujka 1877., a kao nasljednica evidentirana je kći Therezia Vuković. Najmlađi brat Andrija, slovničar početnik u franjevačkom samostanu, utopio se u Savi 8. kolovoza 1846. u 14. godini života. Sam putopisac Tomo imao je tri sina, ali niti jedan nije imao muškog potomstva pa je njihova loza izumrla. Grobnica Skalica na gradskom groblju davno je nestala.

## Životopis
Sve što je o Skalicama sačuvano iščitava se uglavnom iz njihova dopisivanja s Andrijom Torquatom Brlićem (čija je snaha književnica Ivana Brlić-Mažuranić), njegova dnevnika za 1855. i 1856., zapisnika Gradskog magistrata, pisma Ignjata Brlića sinu Andriji u Beč i poslovno-obiteljskih pisama Josipa Kaupa, zakupoprimca Brlićeve prodavaonice na glavnom brodskom trgu koju je Andrija naslijedio nakon smrti oca Ignjata. Skalica, Matija Mesić i Andrija Torquat Brlić bili su veoma prisni prijatelji i kuće su im bile smještene vrlo blizu jedne drugima. 
Tomo je prvo putovao u Beč, u svibnju 1851. godine. U Češkoj je čekao putovnicu. Zatim odlazi u Hamburg, pa u Bremen. Tu se ukrcao na finski brod "Suomi" koji se opremio za lov na kitove, a plovio je prvo u Ameriku. 20. listopada 1851. brod se otisnu u Sjeverno more. Prvo su stigli u Finski zaljev sve do Kronštata, i opet natrag u Sjeverno more kroz Kategat, pa do engleske obale. 29. studenog 1851. preploviše kanal La Manche, dotaknuše se francuske obale, pa se onda, ostavivši europsko kopno, otisnuše u Atlantski ocean u jugozapadnom pravcu.
Uz zapadnu obalu Afrike otisnuše se u ocean i pređoše ekvator. Preplovivši Atlantik ugledali su istočno kopno Južne Amerike. Uz obalu Brazila, prošli su pored Montevidea i Buenos Airesa pa se približili južnom rtu Amerike početkom veljače 1852. Uz zapadnu obalu Južne Amerike krenuli su put sjevera. Zadržali su se nekoliko dana u glavnom gradu Čilea. Dana 15. travnja 1852. stižu u San Francisco. Pošto mu se grad svidio dvoumi se hoće li tu i ostati. Kapetan broda ga od toga odgovara nudeći mu ostati na njegovom brodu i s njime poći u lov na kitove. Ukrcaju se ponovno na brod 21. travnja te krenu natrag najprije u južnom pravcu, kroz Kalifornijski zaljev, a onda se otisnu na sjeveroistok u Tihi ocean. Stigli su na Havaje, u Honolulu. Oduševljen zemljom vječnog proljeća nastavlja put i stiže u luku Petropavlovsk u Kamčatki.
Iduće odredište bila je Aljaska, koju Tomo u Putopisu naziva ruskom Amerikom, gdje su ih napali gusari tako da su jedva ostali živi. Vratili su se na Havaje i 22. siječnja 1853. ponovno pristadoše u luci Honolulu. Obišao je rudnike zlata u Kaliforniji, zatim Australiju i nakon toga se vratio u domovinu.
Tragao je za zlatom u Kaliforniji i Australiji, lovio kitove u Beringovom i Ohockom moru, te poznavao njemački, engleski i ruski jezik. Bio je veoma snalažljiv iako je imao tek nekoliko razreda Trivialschule.
Nakon povratka doma odao se piću i lagodnom načinu života. Većinu vremena provodio je u vinogradarskoj kući na Brodskom brdu, pošto mu je kuća u gradu izgorjela u požaru 1. siječnja 1856., a i u njoj i dio Tominih rukopisa pripremljenih za objavljivanje. Budući da se Tomino ime ne nalazi u dostupnim matičnim knjigama vjenčanih i umrlih neki pretpostavljaju da je opet nekamo odlutao u potrazi za srećom, jer u putopisu s Havaja piše kako mu se Honolulu toliko svidio da je namjeravao ostati u njemu živjeti.

## Putopisi
Dr. Slavko Ježić je 1955. uvrstio Skalicu u svoju antologiju hrvatskih putopisaca, a 1957. dr. Ivo Brlić (sin poznate književnice) objavio je u Zborniku zagrebačke Klasične gimnazije kratki životopis Tome Skalice. U tom tekstu Brlić navodi da je staklar Skalica bježeći od ugarskih kontrarevolucionarnih pogroma (Bachov apsolutizam) sasvim slučajno postao istraživač i putopisac koji je o svojim dojmovima napisao zanimljivo i pouzdano štivo.
Skaličini putopisi inače su kontinuirano objavljivani u Nevenu, tjedniku Matice hrvatske, od 13. rujna do 22. prosinca 1855. te opet 1856. godine. Premda na kraju teksta u zadnjem broju stoji Dalje sliedi, Skaličinih putopisa u Nevenu više nije bilo. Moguće da ih nije više ni pisao jer je nakon povratka u Brod u proljeće 1855. zapao u egzistencijalnu krizu.  Knjigu Galijom oko svijeta koja sadrži sve Skaličine putopise objavila je Udruga građana Baština u Slavonskom Brodu 2007. godine. Putni list Tome Skalice za povratak iz Londona doma čuva se u Muzeju Brodskog Posavlja i iz njega se može iščitati Skaličina fizionomija. Ne postoji ni jedan Skaličin portret.

## Prvi Hrvat koji je oplovio Zemlju
Prevladava mišljenje da je Ivo Visin iz Prčnja prvi Hrvat koji je oplovio Zemlju, no to je istina samo ako se računaju samo profesionalni pomorci. Kad je Ivo Visin krenuo na put 11. veljače 1852. Skalica je već bio preplovio Atlantik, obišao Cap Horn i 13. veljače bio na otoku Robinsona Crusoa, St. Juan Fernandezu. Tomo se vratio u Brod već u proljeće 1855., pa je logično da čast prvenstva pripada njemu, a ne Ivu Visinu. 